# بوغياني بحري
بوغياني بحري (الاسم العلمي:Pleospora maritima)  هي نوع من الفطريات يتبع جنس البوغياني من الفصيلة البوغيانية                             .	